# Musculus anconeus
Der Musculus ancon(a)eus (lat. für „Ellenbogenhöckermuskel“ oder „Ellenbogenmuskel“), auch Knorrenmuskel genannt, ist ein Skelettmuskel am Unterarm. Es handelt sich um einen kleinen, etwa dreieckigen Muskel, der teilweise vom Musculus triceps brachii überdeckt wird und an der Hinterseite des Ellbogengelenks liegt.
Im Detail entspringt der Muskel von der dorsalen Fläche des Epicondylus lateralis humeri, dem Ligamentum collaterale laterale des Ellenbogengelenks und deren Kapsel sowie vom Sehnenblatt zwischen dem Musculus extensor carpi ulnaris und den langen Streckern der Finger. Er ist direkt unterhalb dem unteren Ende der lateralen Portion des Caput mediale angelagert. Seine proximalen Muskelfasern verlaufen nahezu quer und haben nach distal hin eine eher schräge Richtung. Sie setzen an dem proximalen Viertel des Ulnaschaftes an, neben dem Ursprung des Musculus supinator.
Zwischen der Unterfläche des Muskels und der Gelenkkapsel, liegt ein Schleimbeutel, der gelegentlich auch mit der Gelenkkapsel verschmolzen ist.
Der Anconeus ist ein schwacher Strecker des Ellbogengelenks. Eine weitere Funktion des Muskels liegt in einer Pronation um eine veränderte Bewegungsachse (in Verlängerung des Zeigefingers), z. B. beim Ein- oder Ausdrehen einer Schraube. Außerdem spannt er die Gelenkkapsel des Ellbogengelenks und verhindert, dass sich diese bei der Streckung in der Fossa olecrani einklemmt.

## Bilder

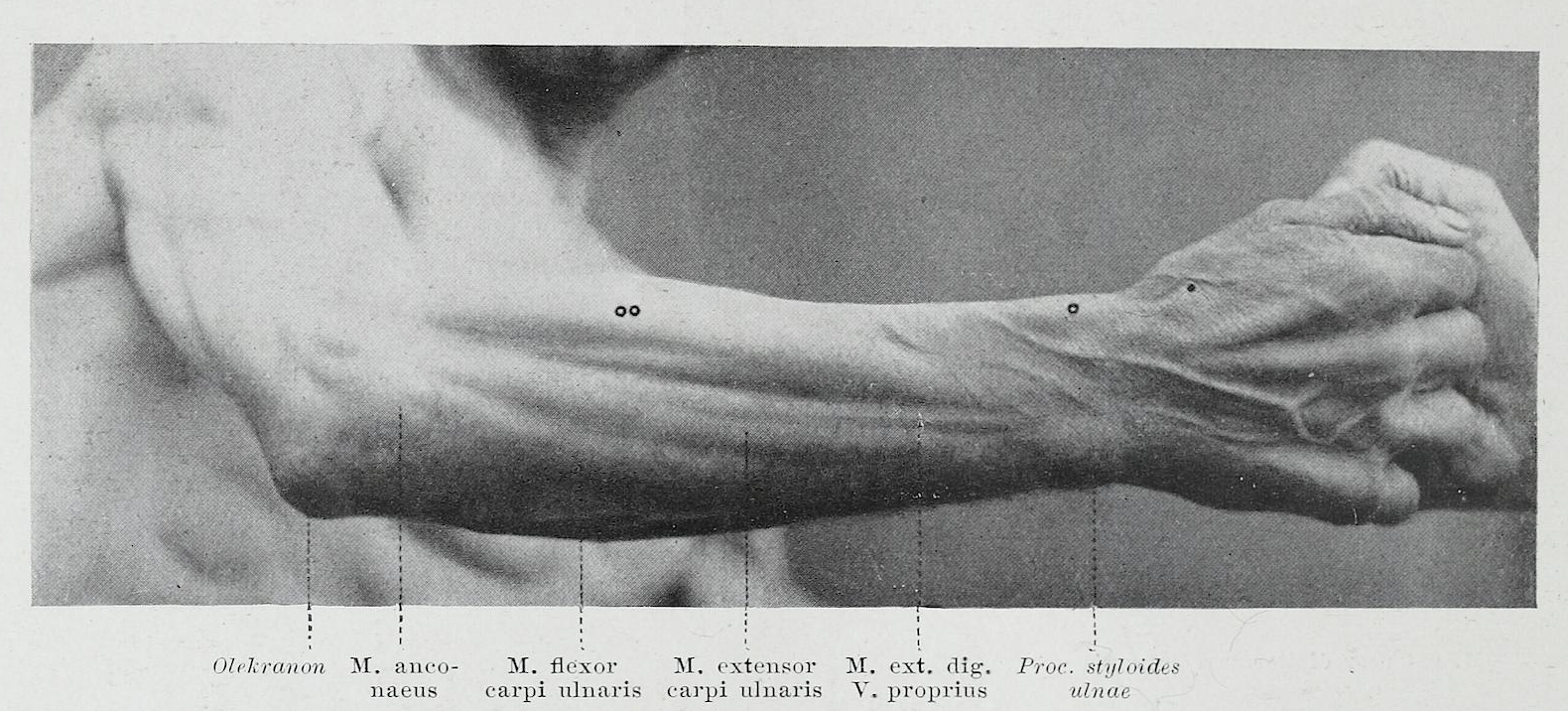
Oberflächenrelief des Anconeus.
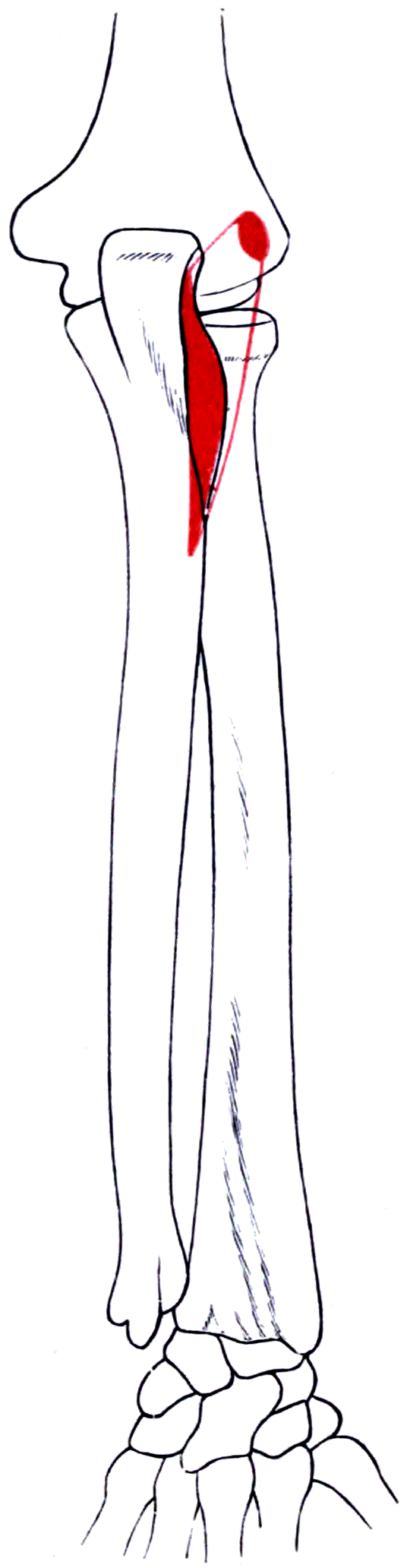
Ursprung und Ansatz des Musculus anconeus.
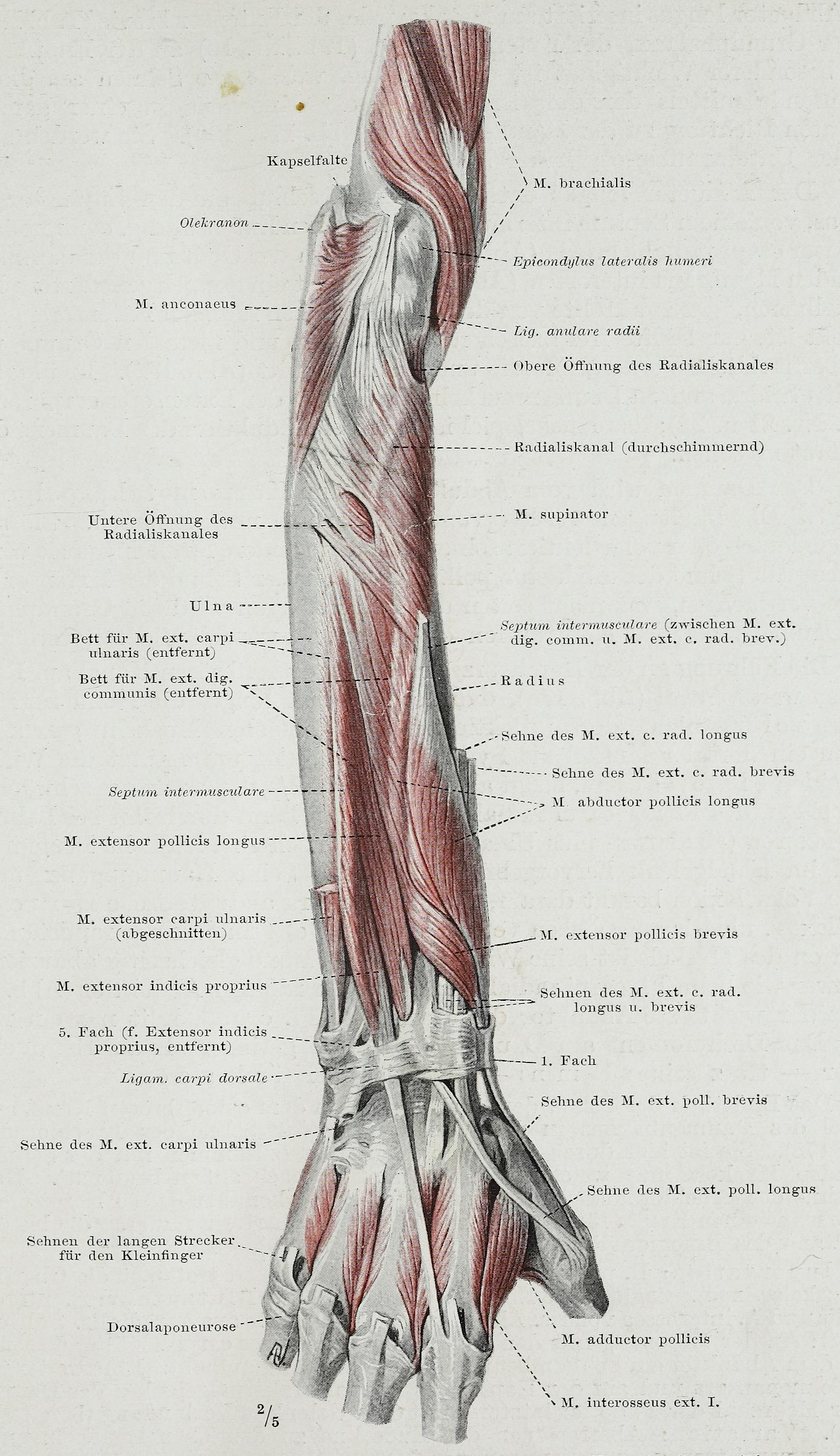
Musculus anconeus.